# Les Bondons
Les Bondons är en kommun i departementet Lozère i regionen Occitanien i södra Frankrike. Kommunen ligger i kantonen Florac som tillhör arrondissementet Florac. År 2022 hade Les Bondons 141 invånare.

## Befolkningsutveckling
Antalet invånare i kommunen Les Bondons
| Referens: INSEE |